# Примож при Шентјурју
Примож при Шентјурју (словен. Primož pri Šentjurju) је насељено место у општини Шентјур, Савињска регија, Словенија.

## Историја
До територијалне реорганизације у Словенији био је у саставу старе општине Шентјур при Цељу.

## Становништво
У попису становништва из 2011. године, Примож при Шентјурју је имао 202 становника.
| Број становника према пописима | Број становника према пописима | Број становника према пописима |
| ------------------------------ | ------------------------------ | ------------------------------ |
| 1991                           | 2002                           | 2011                           |
| 217                            | 206                            | 202                            |

Напомена: До 1955. исказивано под именом Свети Примож.